# Punisher : Zone de guerre
Pour les articles homonymes, voir The Punisher.
Pour plus de détails, voir Fiche technique et Distribution.
Punisher : Zone de guerre (Punisher: War Zone) est un film américano-canado-allemand réalisé par Lexi Alexander, sorti en 2008.
Troisième adaptation cinématographique du comics éponyme édité par Marvel Comics, après Punisher (1989) et The Punisher (2004), Punisher : Zone de guerre peut être considéré comme le reboot, et non comme la suite, du précédent film.

## Synopsis
Frank Castle, alias « Punisher », est de retour. Il s'attaque désormais au terrible mafieux Billy Russoti. Défiguré par Castle, Russoti est à présent surnommé Jigsaw et a mis sur pied une équipe de malfrats redoutables. Le Punisher devra faire face à ce terrible adversaire, tout en échappant à la justice.

## Fiche technique
Sauf indication contraire, les informations mentionnées dans cette section peuvent être confirmées par les bases de données cinématographiques IMDb et Allociné,  présentes dans la section « Liens externes ».
- Titre original : Punisher: War Zone
- Titre français et québécois : Punisher : Zone de guerre
- Réalisation : Lexi Alexander
- Scénario : Art Marcum, Matt Holloway, Kurt Sutter et Nick Santora, d'après les personnages créés par Gerry Conway, Ross Andru et John Romita, Sr.
- Musique : Michael Wandmacher
- Direction artistique : Martin Gendron et Jean Kazemirchuk
- Décors : Andrew Neskoromny
- Costumes : Odette Gadoury
- Photographie : Steve Gainer
- Son : Michael Babcock, Tom Ozanich, Claude Hazanavicius
- Montage : William Yeh
- Production : Gale Anne Hurd et Avi Arad
  - Production déléguée : Michael Paseornek, Ari Arad, Ogden Gavanski, Oliver Hengst, John Sacchi et Ernst-August Schnieder
  - Production déléguée (non crédité) : Kevin Feige et Stan Lee
  - Production associée : Bill Johnson et Wolfgang Schamburg
  - Coproduction : Jack L. Murray et Gary Ventimiglia
- Sociétés de production[1] :
  - États-Unis : Marvel Knights et Valhalla Motion Pictures, présenté par Lionsgate, en association avec Marvel Studios
  - États-Unis (non crédité) : Marvel Enterprises
  - France (non crédité) : Red Corner Productions
  - Allemagne : MHF Zweite Academy Film
  - Inde : en association avec SGF Entertainment
- Distribution : Lionsgate (États-Unis) ; Maple Pictures (Canada) ; Sony Pictures Home Entertainment (Allemagne et France - DVD et Blu-Ray)
- Budget : 35 millions de $[2]
- Pays de production :  États-Unis,  Canada,  Allemagne
- Langue originale : anglais
- Format[3] : couleur (Technicolor) - 35 mm / D-Cinema - 2,35:1 (Cinémascope) - son DTS | Dolby Digital | SDDS | Dolby Atmos
- Genre : action, policier, thriller, drame
- Durée : 103 minutes
- Dates de sortie[4] :
  - États-Unis, Québec : 5 décembre 2008[5]
  - France : 5 août 2009 (sortie directement en DVD et Blu-ray)
  - Allemagne : 5 novembre 2009 (sortie directement en DVD et Blu-ray)
- Classification[6] :
  - États-Unis : interdit aux moins de 17 ans (R – Restricted)[Note 2]
  - Canada : les personnes de moins de 18 ans doivent être accompagnées d'un adulte (18A - 18 Accompaniment)
  - Québec : 16 ans et plus (violence) (16+ / 16 years and over)[5]
  - Allemagne : interdit aux moins de 18 ans (FSK 18)
  - France : interdit aux moins de 16 ans

## Distribution
- Ray Stevenson (V. F. : Marc Alfos ; V. Q. : Denis Roy) : Frank Castle / Le Punisher
- Dominic West (V. F. : Bruno Dubernat ; V. Q. : Gilbert Lachance) : Billy Russoti / Jigsaw
- Doug Hutchison (V. F. : Thierry Kazazian ; V. Q. : Martin Watier) : James « Jimmy Le Frappadingue » Russoti
- Wayne Knight (V. F. : Paul Borne ; V. Q. : Marc Bellier) : Linus « Micro » Lieberman (en)
- Colin Salmon (V. F. : Thierry Desroses ; V. Q. : Pierre Chagnon) : l'agent du FBI Paul Budiansky
- Julie Benz (V. F. : Anneliese Fromont ; V. Q. : Julie Burroughs) : Angela Donatelli
- Dash Mihok (V.F. : Pascal Casanova ; V. Q. : Louis-Philippe Dandenault) : le détective Martin Soap
- Stephanie Janusauskas (V. F. : Bénédicte Rivière) : Grace Donatelli
- Mark Camacho (V. Q. : Manuel Tadros) : Pittsy
- Romano Orzari (V. F. : Olivier Chauvel) : Nicky Donatelli
- Keram Malicki-Sánchez (V. Q. : Renaud Paradis) : Ink
- Larry Day (V. F. : Patrick Borg ; V. Q. : Benoît Rousseau) : l'agent Miller
- Ron Lea (V. F. : Patrick Laplace ; V. Q. : Jean-Luc Montminy) : le capitaine Ross
- Tony Calabretta : Saffiotti
- T.J. Storm : Maginty

Source et légende : Version française (V. F.) sur AlloDoublage

## Production

### Genèse, développement et attribution des rôles

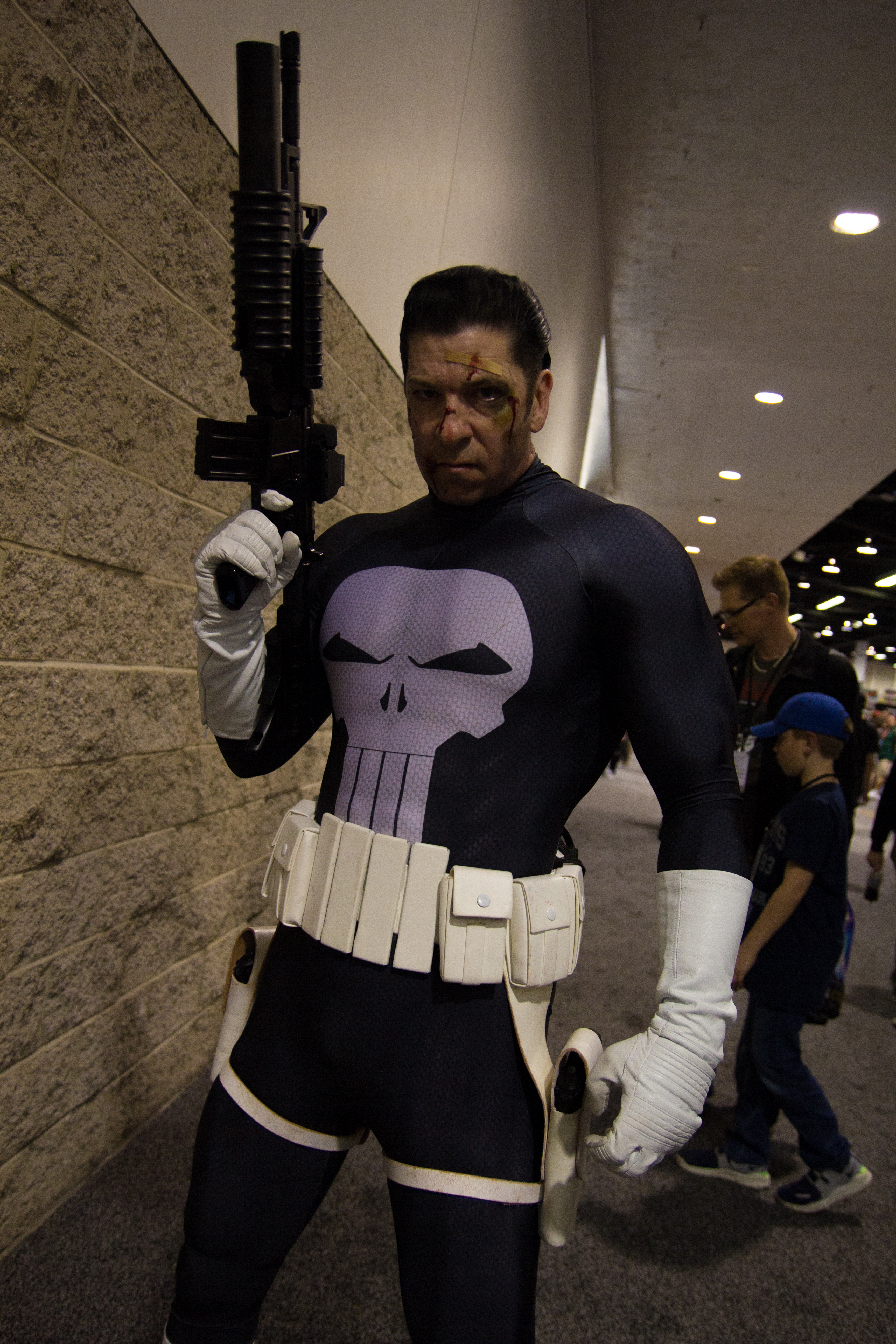
Cosplay du Punisher.

En février 2004, quelques mois avant la sortie en salles de The Punisher de Jonathan Hensleigh, Lionsgate annonce son intention de développer une suite. Avi Arad, PDG de l'époque de Marvel Studios, exprime son envie de créer une franchise sur le personnage. En mars 2004, Jonathan Hensleigh déclare être intéressé par travailler à nouveau avec Thomas Jane pour un Punisher 2. En avril 2004, Thomas Jane révèle que l'antagoniste principal de The Punisher 2 devrait être Jigsaw. En novembre 2004, Thomas Jane explique que le studio est intéressé par cette suite en raison du succès des ventes de DVD de The Punisher.
En mars 2005, Marvel Studios annonce que The Punisher 2 sortira en 2006. En juillet 2005, Avi Arad révèle que le script a subi quelques réécritures et que le tournage débutera dans l'année. Dans cette optique, Thomas Jane se prépare physiquement de manière intensive pour développer sa musculature.
En mars 2006, il est annoncé que The Punisher 2 sera tourné en Louisiane,. Thomas Jane explique que le film a pris du retard en raison de réécritures du scénario et que le tournage débutera en février 2007. Il confirme par ailleurs la présence de Jigsaw et que Jonathan Hensleigh ne reprendra pas le poste de réalisateur. Lionsgate confirme par la suite que le film sera tourné à La Nouvelle-Orléans, malgré les ravages de l'ouragan Katrina un an plus tôt. En octobre 2006, Thomas Jane déclare que le script sera finalisé dans quelques semaines et qu'il sera « plus sombre et sanglant » que le premier film. En décembre 2006, le scénario est réécrit par Stuart Beattie.
Kurt Sutter est ensuite impliqué dans l'écriture du scénario. Thomas Jane confirme qu'un nouveau script est en développement et que le tournage devrait débuter en juin ou juillet 2007. Cependant, peu de temps après, l'acteur explique son départ du projet dans une lettre à Ain't It Cool News :

« Ce que je ne ferai pas c’est perdre des mois de ma vie à transpirer pour un film auquel je ne crois pas. J’ai toujours adoré les gars de la Marvel et je leur souhaite que du bien. Toutefois, je continuerai à chercher le film qui sortira du lot comme ceux que me demandent de regarder les fans,, »

En mai 2007, le poste de réalisateur est proposé à John Dahl, qui décline la proposition, évoquant un manque de budget et un mauvais scénario. En juin 2007, Lexi Alexander est finalement annoncée comme réalisatrice du film. Dans une interview en décembre 2008, elle explique que la première fois qu'elle avait été contactée, elle n'avait pas donné suite. Elle change d'avis après la lecture des comics Punisher plus adultes édités par MAX et après avoir eu la confirmation du studio qu'elle pourra donner au film un nouveau look et style et avoir un nouvel acteur dans le rôle-titre.
Le 21 juillet 2007, Ray Stevenson est annoncé dans le rôle principal alors que le tournage doit débuter en octobre 2007 à Montréal. Avant cela, Ray Stevenson lit tous les numéros des comics Punisher et se prépare physiquement aux arts martiaux et au maniement des armes avec l'ancien Marine de la Force Reconnaissance Pat E. Johnson (en),,.
En août 2007, le titre de travail du film, The Punisher: Welcome Back Frank, est annoncé. Peu de temps après, Lionsgate révèle que le titre sera Punisher: War Zone.
Paddy Considine était envisagé pour incarner Jigsaw mais c'est finalement Dominic West qui l'obtient. Freddie Prinze Jr. avait quant à lui auditionné pour le rôle.
Le 14 février 2008, Kurt Sutter explique son intention de ne pas être crédité auprès de la Writers Guild of America comme scénariste au générique du film, expliquant notamment que très peu de ses idées ont été conservées.

### Tournage
Le tournage s'est déroulé du 22 octobre au 14 décembre 2007 à Brossard, l'Île Bizard, Montréal, Sainte-Anne-de-Bellevue, Terrebonne et à Vancouver au Canada.

## Musique

### Punisher: War Zone Original Motion Picture Soundtrack
| 1.    | War Zone             | Rob Zombie               | 3:52 |
| 2.    | Final Six            | Slayer                   | 4:09 |
| 3.    | Psychosocial         | Slipknot                 | 4:44 |
| 4.    | Historia Calamitatum | Rise Against             | 3:23 |
| 5.    | Fallen               | Seether                  | 4:17 |
| 6.    | Bulletproof          | Kerli                    | 5:02 |
| 7.    | Take Me Away         | 7 Days Away              | 3:20 |
| 8.    | The Past Is Proof    | Senses Fail              | 3:36 |
| 9.    | Butterfly Wings      | Machines of Loving Grace | 3:39 |
| 10.   | Genesis              | Justice                  | 3:56 |
| 11.   | Showdown             | Pendulum                 | 5:27 |
| 12.   | Refuse/Resist        | Hatebreed                | 3:10 |
| 13.   | Lunatic              | Static-X                 | 3:36 |
| 14.   | Days of Revenge      | Ramallah                 | 3:30 |
| 55:41 |                      |                          |      |

### Punisher: War Zone Original Motion Picture Score
La musique originale du film est composée par Michael Wandmacher.
| 1.    | Main Titles                     | 3:03 |
| 2.    | Lights On!                      | 1:10 |
| 3.    | The Burden                      | 2:16 |
| 4.    | Rich in Mercy                   | 1:05 |
| 5.    | Death of the Loved              | 1:25 |
| 6.    | Infiltrate and Destroy          | 2:49 |
| 7.    | This Is Ground Zero             | 2:10 |
| 8.    | A Pretty Face                   | 2:21 |
| 9.    | The Russians                    | 3:10 |
| 10.   | A Call to Arms                  | 1:16 |
| 11.   | Safe Harbor                     | 1:26 |
| 12.   | A Wish for Death                | 2:53 |
| 13.   | Freeze!                         | 1:09 |
| 14.   | Two Berettas                    | 2:00 |
| 15.   | I Want My Applesauce Back       | 2:37 |
| 16.   | Held Hostage                    | 3:19 |
| 17.   | Joyful Mayhem                   | 2:55 |
| 18.   | Let the Games Begin             | 4:24 |
| 19.   | LBJ                             | 1:46 |
| 20.   | Let Me Put You Out of My Misery | 4:11 |
| 21.   | Aftermath                       | 1:33 |
| 46:18 |                                 |      |

## Accueil

### Accueil critique
Le film a reçu un accueil assez mitigé, il est moins apprécié que son prédécesseur de 2004 avec Thomas Jane; il recense une note de 6/10 sur IMDb et de 30⁄100 sur Metacritic. Le label Marvel Knights ne connaîtra pas le succès, notamment à cause de l’échec de Ghost Rider 2 : L'Esprit de vengeance, sorti trois ans plus tard.

### Box-office
Le film est considéré comme un flop au box-office avec seulement 10 millions de recettes mondiales, pour un budget d'environ 35 millions. C'est le plus mauvais score d'un film adapté de Marvel Comics.
| Pays ou région    | Box-office   | Date d'arrêt du box-office | Nombre de semaines |
| ----------------- | ------------ | -------------------------- | ------------------ |
| États-Unis Canada | 8 050 977 $  | 24 décembre 2008           | 3                  |
| Total mondial     | 10 100 036 $ | 31 mai 2009                | 23                 |

## Distinctions
Entre 2009 et 2010, le film Punisher : Zone de guerre a été sélectionné 2 fois dans diverses catégories et a remporté 1 récompense.

### Récompenses
- Prix ACTRA 2010 : Prix ACTRA Montreal de la meilleure performance de cascades pour Jean-Francois Lachapelle.

### Nominations
- Taurus - Prix mondiaux des cascades 2009 : Meilleur combat pour Jean-Francois Lachapelle et Jeff Wolfe.